# 赛朵·洛桑夏珠确吉坚赞
赛朵·洛桑夏珠确吉坚赞（？—）籍贯不详，第八世（不计追认）赛朵活佛。

## 生平
第七世赛朵活佛于1948年圆寂。后来又寻访到其转世灵童并坐床，即如今的第八世赛朵活佛。赛朵活佛是塔尔寺著名的活佛之一，也是湟中县赛朵寺的寺主。塔尔寺的活佛府邸中，除了米纳活佛、巴周活佛、关嘉活佛、赛朵活佛、土观活佛、却西活佛等活佛的府邸建在寺院所在山谷低处的山脚下及坪台上以外，大多数活佛府邸建在塔尔寺东西两侧的山坡之上。
藏历金龙年三月三日（2000年4月13日），第六世安嘉斯活佛坐床仪式在塔尔寺安嘉斯活佛的府邸“嘎日哇”举办。青海省、西宁市、贵德县政府代表，八世赛朵活佛、四世夏格日活佛等活佛及高僧出席。